# Henriette Kretz

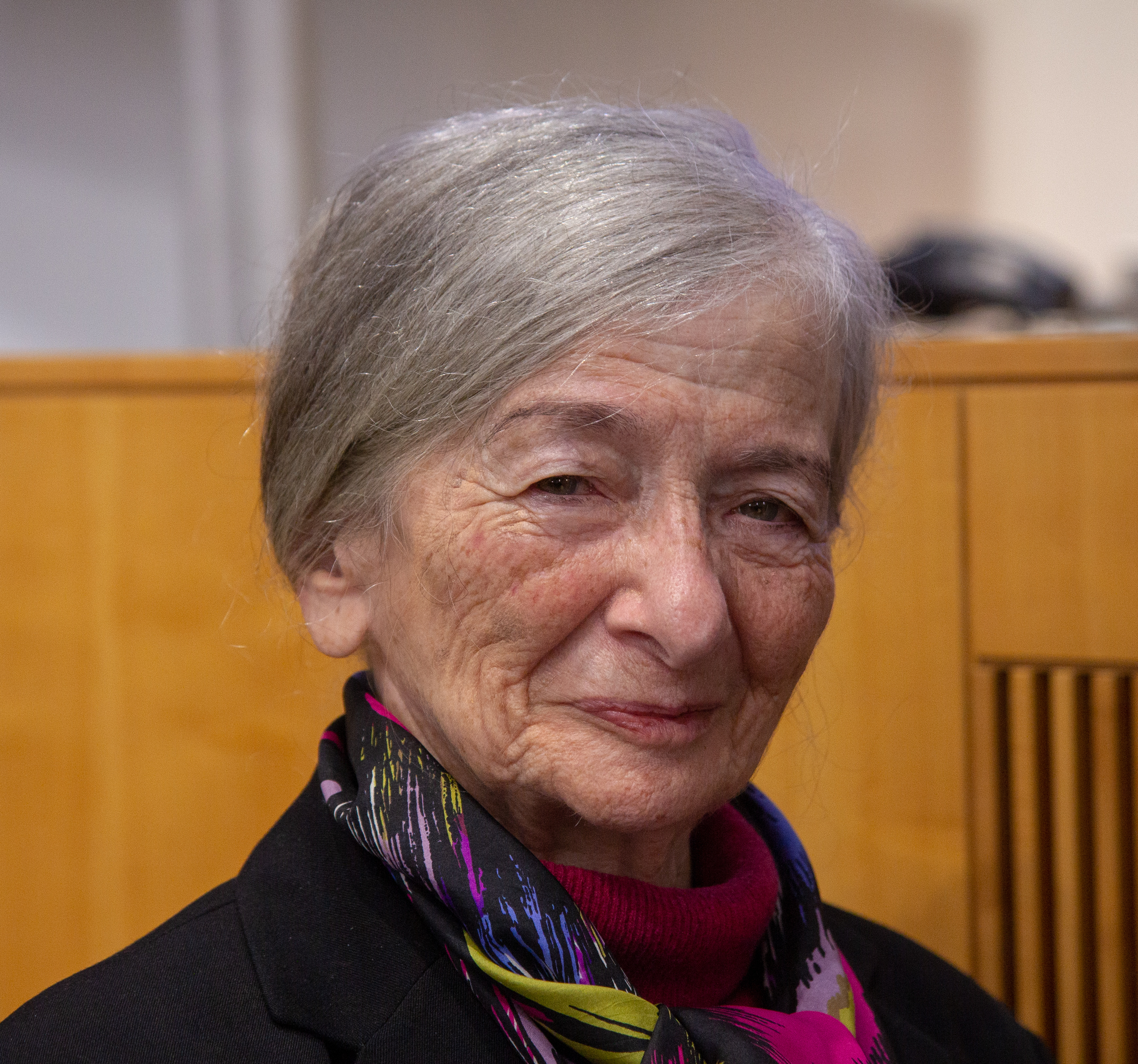
Henriette Kretz, 2019

Henriette Kretz (Stanisławów, 26 oktober 1934) is een overlevende van de Holocaust die, als een hedendaagse getuige, in lezingen en boeken over haar lot rapporteert.

## Levensloop
Henriette Kretz werd in 1934 geboren als dochter van een Joodse advocaat, Elza Kretz, en de Joodse arts, Maurycy Kretz. Ze groeide op als enig kind in de buurt van Opatów. De vervolging van haar familie begon onmiddellijk met de Duitse inval in Polen in september 1939. Het gezin vluchtte naar Lemberg, later naar Samborowice, in het oosten van Polen, dat in 1939 door de Sovjet-Unie werd geannexeerd. Na de Duitse inval in de Sovjet-Unie in 1941 werd het gezin gedwongen om naar een Joodse getto te verhuizen. Henriette Kretz overleefde in verschillende onderduikadressen de Duitse Jodenvervolging. Toen het gezin werd verraden, rende Kretz voor haar leven. Terwijl ze rende, hoorde ze twee geweerschoten. Ze slaagde erin om in haar eentje naar een katholiek weeshuis te komen, dat ze kende door het werk van haar vader en waarin ze, net als verschillende andere weeskinderen uit vervolgde gezinnen, tot het einde van de oorlog onopgemerkt onderdak vond, wat vooral te danken was aan de religieuze, zuster Zelina.
Na het einde van de Tweede Wereldoorlog kwam ze als ontheemde naar België. Ze studeerde kunstgeschiedenis en werd lerares Frans in Israël, waar ze van 1956 tot 1969 woonde. Daarna keerde ze terug naar Antwerpen, waar ze later trouwde. Henriette Kretz heeft twee kinderen.
In december 2020 ontvingen Henriette Kretz en Anita Lasker-Wallfisch de Orde van Verdienste van de Bondsrepubliek Duitsland van de Duitse bondspresident Frank-Walter Steinmeier voor hun inzet als hedendaagse getuige van de Holocaust. Vanwege de COVID-19-pandemie kon de onderscheiding niet persoonlijk worden uitgereikt, daarom stuurde Steinmeier beide vrouwen handgeschreven brieven.
- Gemeinsame Normdatei: 1046324039
- Virtual International Authority File: 306263230
- WorldCat: E39PBJhmQFqbQCYRFgDWTkH6Kd